# Campus de Lanveur
Le Campus de Lanveur est un campus lorientais situé au sud-ouest de la ville, et spécialisé dans les sciences humaines. Il compte des composantes de l'université Bretagne-Sud.
Le campus nommé d'après la rue du même nom est situé à proximité de l'autre campus lorientais, le campus de Saint-Maudé, spécialisé dans les sciences, technologie, ingénierie et mathématiques (STIM). 

## Historique
La création du campus commence avec l'implantation de l'IUT de Lorient en 1975. Il ne commence à se développer que dans les années 1990 avec la décision de la création de l'Université de Bretagne Sud. Le bâtiment du Paquebot est construit à cette époque, et compte alors près de 3800m².
L'UFR de sciences libère le bâtiment du Paquebot en déménageant sur le campus de Saint-Maudé à la rentrée 2009.
Les salles de cours des bâtiments principaux ont toutes été nommées avec des termes en relation avec la faune, la flore, ou l'Histoire maritime. On trouve ainsi des noms de salle tels que Macareux, Cormoran, Mouette, Vasco de Gama, Christophe Colomb, Baltique... Le bâtiment principal, le Paquebot, contient également plusieurs salles informatiques équipées et trois amphithéâtres (Chappé, Massiac et Cheval Marin). Deux cafétérias et une connexion Wi-Fi gratuite sont mises à disposition des étudiants.

## Établissements
Il regroupe :

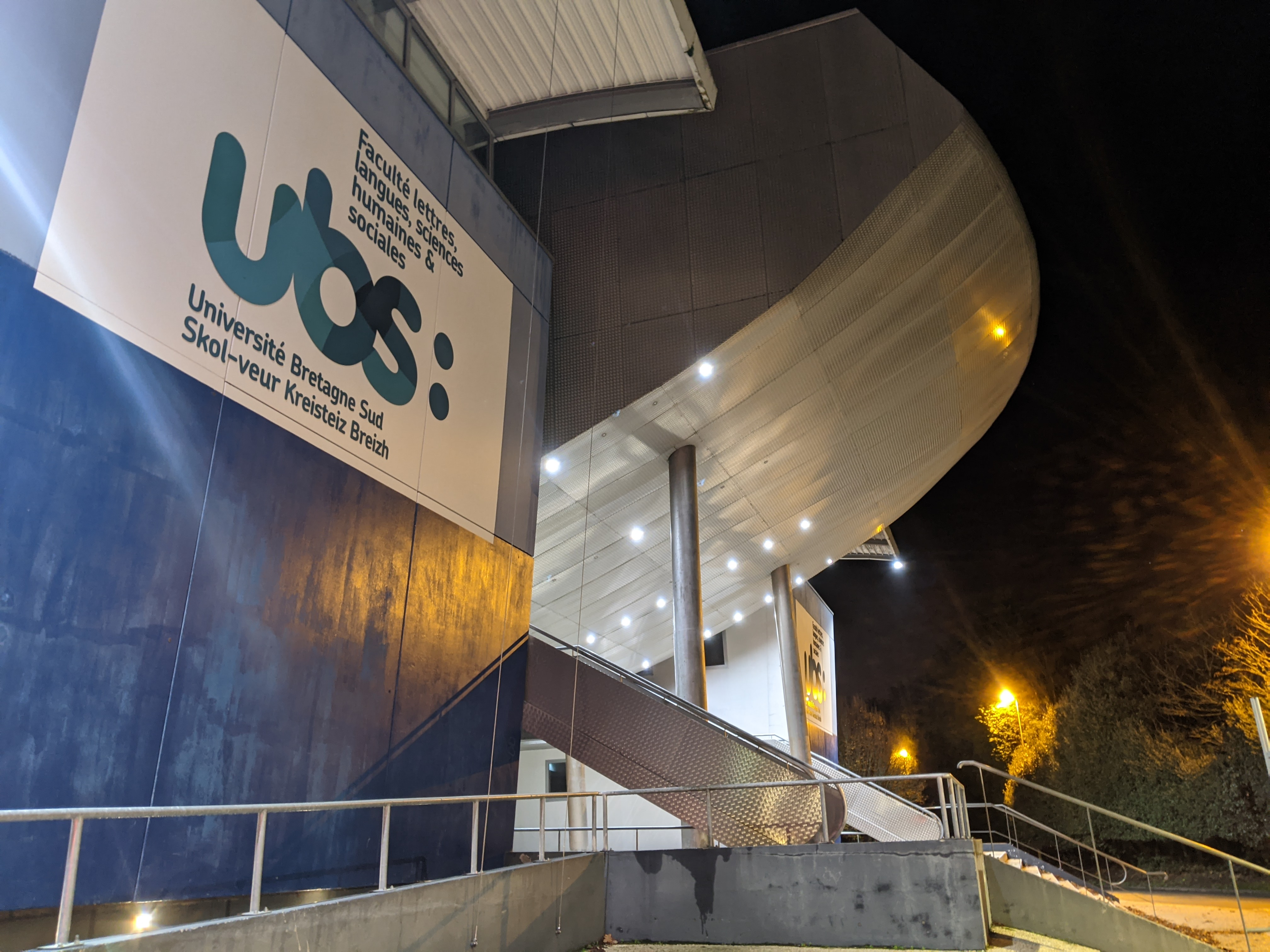
Bâtiment de la faculté de lettres, langues, sciences humaines et sociales situé sur le campus de Lanveur à Lorient en 2020. Il est familièrement appelé « Le Paquebot ».

- Le Paquebot : Faculté de Lettres, Langues, Sciences Humaines et Sociales de Bretagne-Sud, maison de recherche en Sciences Humaines et Sociales
- Kerjulaude : Pôle de formations Sanitaires et Sociales de l'UBS et Faculté LSHS
- L'IUT de Lorient
- Le centre Kerneur
- Une bibliothèque universitaire pluridisciplinaire
- Présidence de l'Université de Bretagne-Sud pour les composantes lorientaise
- Le Centre régional des œuvres universitaires et scolaires de Lorient
- Un restaurant universitaire
- La maison des étudiants

## Accès
- Par bus :1 - 21 -22 -24 - 30 - 31 - 40 - 42 - 60 - 80